# Durguth József
Durguth József (Ürmény, 1790. január 14. – Nagyszombat, 1872. november 12.) bölcseleti és teológiai doktor, esztergomi kanonok.

## Élete
A gimnáziumot Nyitrán és Pozsonyban végezte, a teológiát Pesten tanulta. 1812. november 11.-én misés pappá szentelték föl, majd 1813-tól Vágsellyén lett káplán. 1814-ben tanfelügyelő lett a bécsi Pázmány-intézetben, azután Rudnay Sándor hercegprimásnak udvari papja és ceremoniáriusa. 1825-ben plébános lett Sellyén, 1845-ben esperes és esztergomi kanonok lett. 1853. augusztus 6.-án Szent Gergelyről nevezett kalocsai címzetes apát és honti főesperes, majd sioni fölszentelt püspök és őrkanonok. 1869. augusztus 12.-én főkáptalani nagyprépost, pápai praelátus és érseki helynök Nagyszombatban.

## Művei
- Circulares litterae anno 1866. ad clerum a. dioec. Strigon. dimissae. Strigonii, 1866.

Cikke: Selye. (Magyar Sion 1867. 37. l.)